# Я роняю запад
«Я роняю запад» — сингл российского рэпера Face, выпущенный 16 июля 2017 года, на лейбле Rhymes Music. 25 февраля 2018 года состоялся выход видеоклипа.

## Видеоклип
22 января 2018 года артист поделился 45-секундным отрывком из предстоящего клипа.
25 февраля музыкант выпустил экранизацию песни. В видеоролике Иван Дрёмин выныривает возле статуи свободы из реки Гудзон, участвует в поединке с Майком Тайсоном, уничтожает небоскрёбы Нью-Йорка. Чуть позже в кадре появляется Капитан Америка, который ведёт борьбу с бурым медведем и пьяным русским десантником. Сам рэпер танцует на горящем флаге Соединённых Штатов Америки и позирует, сидя верхом на буром медведе на фоне пылающего здания Капитолия. Ближе к концу клипа артист исполняет танцевальные движения вместе с Дональдом Трампом и Бараком Обамой.
Менее чем за двое суток видео набрало 3 миллиона просмотров. Вместе с тем видеоклип установил рекорд по количеству дизлайков в русскоязычном сегменте видеохостинга YouTube. В сентябре 2019 года рекорд Face побили Тимати и Гуф с песней «Москва», однако спустя 3 дня от публикации песня музыкантов вместе с её экранизацией была удалена, и вплоть до июня 2020 года первенство вновь стало принадлежать Дрёмину.
27 февраля 2018 года в интервью английскому журналу Dazed Дрёмин заявил, что главной идеей клипа является утрирование и высмеивание русского псевдопатриотизма. «Мы хвастаемся вымышленными победами над США, старыми военными подвигами, но сегодня нам нечем гордиться. Люди застряли в прошлом» — сказал музыкант.

## Конфликт с Lil Hady
26 июля 2017 года, спустя 10 дней после выхода трека «Я роняю запад», американский рэпер Lil Hady обвинил Face в плагиате его песни. По его словам, сингл Дрёмина полностью повторяет вышедшую месяцем ранее его собственную композицию «I Flex Like Hulk Hogan».

## Реакция
- Сайт Канобу включил композицию в свой список 50 лучших рэп-песен 2017 года, разместив «Я роняю запад» на 21 строчку[16].
- Хип-хоп портал The Flow поместил песню на 44 строчку в списке «50 лучших песен 2017»[17].
- Сингл занял 7-ю позицию в списке 30 наиболее популярных русскоязычных песен 2017 года на сайте Genius[18].
- Интернет-издание «Медуза» включила визуальный ряд композиции в подборку десяти лучших песен и клипов недели от 26 февраля 2018 года[19].
- Экранизация сингла установила рекорд по количеству дизлайков среди русскоязычного сегмента видеохостинга YouTube, вплоть до 2020 года, уступая лишь удалённой песне «Москва» от рэпера Тимати[20].

## Чарты
| Год  | Чарты                     | Высшая позиция |
| ---- | ------------------------- | -------------- |
| 2017 | Россия (ВКонтакте)        | 4              |
| 2018 | Россия (Top YouTube Hits) | 1              |
| 2018 | Россия (YouTube Music)    | 59             |
| 2025 | Украина (Spotify)         | 188            |

## Влияние
- 20 июля 2017 года рэп-исполнитель Овсянкин опубликовал трибьют-альбом Facesitting целиком посвящённый Face. Среди девяти композиций нашлось место и интерпретации «Я роняю запад»[25].
- 24 августа на своём YouTube-канале музыкальный исполнитель Lida опубликовал кавер-версию песни. Реинтерпретация трека была выполнена в стиле дисса, с осуждением поступков и образа жизни Дрёмина[26].
- 15 января 2018 года известный российский певец и композитор Дмитрий Маликов опубликовал в интернете пародийное видео, в котором предстал в образе рэпера Face[27]. В нём же он заявил о желании «временами уронить запад». Ролик был выпущен под соответствующую песню[28].
- 8 марта Паша Техник опубликовал кавер-версию, получившую название «Я роняю тренды»[29]. В тот же день вышла её экранизация[30]. В августе песня вошла во вторую полноформатную пластинку исполнителя Ru$$ian Tre$hmvn[31].
- 10 апреля украинский комедийный проект «Чоткий Паца» представил трёхминутную пародию на трек Дрёмина. По состоянию на март 2025 года, ролик собрал более 11,7 миллионов просмотров в YouTube[32].
- 8 июня Александр Розенбаум в эфире шоу «Вечерний Ургант» в рамках рубрики «Поп-стоп» с гитарой в руках перепел песню «Я роняю запад», слегка изменив её текст[33].

## Сертификация
Сингл удостоился двойной платиновой сертификации от французского музыкального дистрибьютора Believe Digital. 29 мая 2019 года артист поделился фотографией платиновых пластинок в социальных сетях.